# Federazione cestistica del Sudan
La Federazione cestistica del Sudan è l'ente che controlla e organizza la pallacanestro in Sudan.
La federazione controlla inoltre la nazionale di pallacanestro del Sudan. Ha sede a Khartoum e l'attuale presidente è Ibrahim Ahmed Elhassan.
È affiliata alla FIBA dal 1953 e organizza il campionato di pallacanestro del Sudan.